# Глобус Кратеса

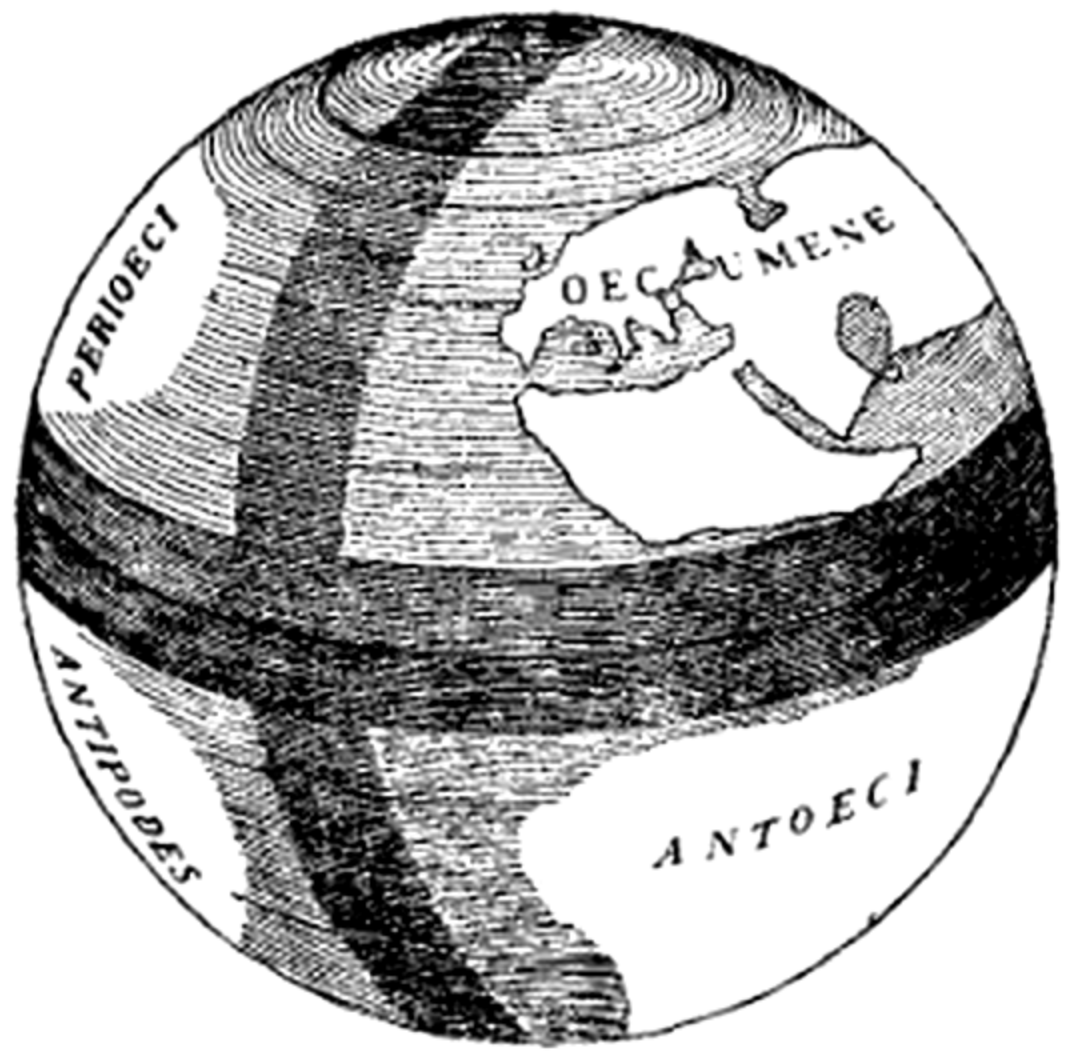
Глобус Кратеса в представлении анонимного автора энциклопедии «Британника» 1911 года издания

Глобус Кратеса — предположительно, первый земной глобус. Изготовлен около 150 года до н. э. (по другим данным около 168—165 гг. до н.э.) Кратетом (Кратесом) Малльским, жившим в Пергаме.
Сама модель до наших дней не дошла. О глобусе упоминают очень кратко Страбон и Гемин. Страбон замечает, что для подробного и ясного изображения Ойкумены (обитаемой земли) нужно, чтобы глобус был 10 фт. в диаметре. Имел ли он при этом в виду пергамский глобус Кратеса или рассуждал только теоретически — неизвестно. Гемин сообщает, что Кратес снабдил свой глобус системой кругов и поместил между тропиками океан. Из некоторых указаний Страбона и из замечаний Макробия об океанах можно предполагать, что на Глобусе Кратеса был изображен главный экваториальный океан, от которого исходили два меридиональных океана, делившие в совокупности сушу на четыре части.
С современных позиций трудно назвать этот образец настоящим глобусом, так как он был скорее теоретической моделью поверхности Земли, с учетом очертаний известных в ту пору европейцам материков и океанов. Однако его значение велико, так как показывает, что уже в античные времена были выдвинуты предположения о шарообразности планеты Земля. И хотя в Средние века европейцы снова перешли к представлениям о плоской Земле, упрощенная модель шара Кратеса с перекрещивающимися полосами океанов или с одним экваториальным и половиной меридионального круга, стала эмблемой власти над миром (держава) римских и византийских императоров, а после стала регалией и других европейских монархов. До принятия Римской империей христианства этот шар венчался фигуркой богини победы, а после — крестом.
В позднем средневековье это четвертное (гипотетическое) деление суши вновь появляется в работах европейских ученых и выводится как теоретическое обоснование существования Неведомой Южной земли.